# Étoile variable de type BL Herculis

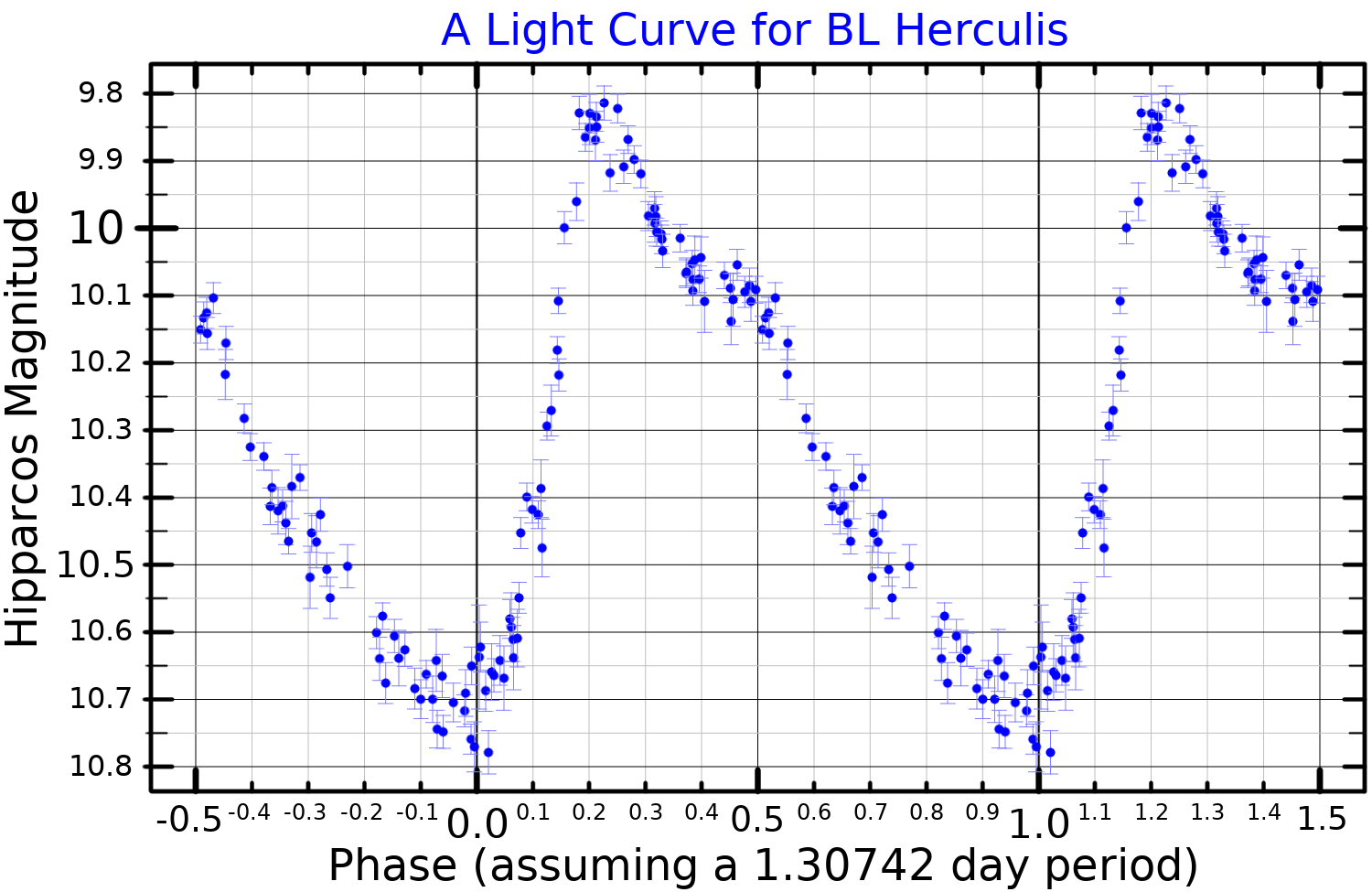
Courbe de lumière de BL Herculis, tracée à partir des données du satellite Hipparcos

Les étoiles variables de type BL Herculis sont un type d'étoile variable de faible masse et luminosité qui ont une période de moins de huit jours,. Ce sont des étoiles pulsantes constituant un sous-type des céphéides de type II avec des courbes de lumière qui présentent souvent une bosse du côté descendant pour les étoiles de plus courte période et du côté montant pour les étoiles de plus longue période. Comme les autres céphéides de type II, ce sont de très vieilles étoiles de population II situées dans les halos galactiques et les amas globulaires. Par ailleurs, comparées aux autres céphéides de type II, les variables BL Her ont des périodes plus courtes et sont plus faibles que les variables de type W Virginis. Les étoiles pulsantes varient en type spectral comme elles varient en luminosité et les variables BL Herculis sont normalement de type A au maximum de luminosité et de type F au minimum de luminosité. Sur le diagramme de Hertzsprung–Russell, elles se situent entre les variables W Virginis et les variables RR Lyrae.
L'étoile prototype, BL Herculis, varie entre les magnitudes 9,7 et 10,6 sur une période de 1,3 jour. Les variables de type BL Herculis les plus brillantes sont : VY Pyxidis (7,7 mag max), V553 Centauri (8,2), SW Tauri (9,3), RT Trianguli Australis (9,4), V351 Cephei (9,5), BL Herculis (9,7), BD Cassiopeiae (10,8) et UY Eridani (10,9).